# Bitó János
Bitó János (Szeged, 1936. július 21. – Budapest, 2022. december 4.) magyar tudományos író, tudós.

## Életpálya
A József Attila Tudományegyetem Természettudományi karán (Szeged) 1958-ban szerzett diplomát. Több hazai és külföldi egyetemen tanított. 1971 - 2002 között több társaságnál és intézménynél dolgozott műszaki, kutatási és fejlesztési igazgatóként. A minisztériumban miniszteri főtanácsadóként szolgált.

## Szakmai sikerek
Kiemelkedő tudományos eredményeket ért el a robottechnika területén, valamint 1965 - 2005 között tudományos kutatások, fejlesztések megalapozásában, meghonosításában. Számos tudományos szervezet tagja, az MTA Informatikai Bizottságának, illetve az MTA Automatizálási és Számítástechnikai Bizottságának tagja. Több társaságnál igazgatósági, felügyelő bizottsági tag, illetve felügyelő bizottsági elnök volt. Jelenleg a Pázmány Péter Katolikus Egyetem Információs Technológiai Kar diplomavédési és záróvizsga bizottságának elnöke. Számos díj és kitüntetés tulajdonosa.

## Tudományos fokozatok
- 1960-ban doktori fokozatot (Dr. Rer. Nat.)
- 1967-ben műszaki tudomány kandidátusi (PhD)
- 1971-ben doktori (D. Sc.) fokozatot szerzett

## Írásai
Számos publikáció fűződik a nevéhez (cikkek, egyetemi jegyzetek, könyvek).
- Bevezetés a kísérleti plazmafizikába; Mérnöki Továbbképző Intézet, Bp., 1967 (Mérnöki Továbbképző Intézet előadássorozatából)
- Bitó János–Sinka József: 3 ... 2 ... 1 ... start!; Táncsics, Bp., 1968
- Abonyi Iván–Bitó János: Rezgések és hullámok a plazmában; Mérnöki Továbbképző Intézet, Bp., 1968 (Mérnöki Továbbképző Intézet előadássorozatából)
- A plazmadiagnosztika elméleti alapjai; Tankönyvkiadó, Bp., 1969
- Bitó János–Sinka József: Utak a kozmoszba; Kossuth, Bp., 1970
- Bitó János–Sinka József–Szabó Gábor: Világegyetem és tudomány; Kossuth, Bp., 1970
- Bitó János–Sinka József: Űrhajók – űrállomások; Magyar-Szovjet Baráti Társaság, Bp., 1971
- Bitó János–Sinka József: Jövőnk kulcsa az energia; Kossuth, Bp., 1973 (Univerzum könyvtár)
- Bevezetés a laboratóriumi plazmák elméletébe; Eötvös Loránd Tudományegyetem Természettudományi Kar, Bp., 1988

## Díjai, elismerései
- Gábor Dénes-díj (1997)
- Magyar Érdemrend tisztikeresztje (2012)